# Chasse de plaine
La chasse en plaine est une chasse ou un chien d’arrêt est souvent utilisé , cette chasse consiste à aller dans de petits buissons, des boqueteaux  ou des zones de cultures et à faire "bloquer" le chien, on y chasse principalement le faisan, la perdrix, le lièvre, le pigeon, le corbeau, le lapin, la grive ...
D'autres chasses sont considérées comme « de plaine » telles que la chasse à l'oie.

## Arme appropriée
| Gibier  | Calibre  | Numero de Plomb |
| ------- | -------- | --------------- |
| Faisan  | 12,16,20 | 4,5,6,7,8       |
| Perdrix | 12,16,20 | 4,5,6,7,8       |
| Lapin   | 12,16,20 | 4,5,6,7,8       |
| Lièvre  | 12,16,20 | ,4,5,6,7        |
| Pigeon  | 12       | 2,3,4,5,6       |
| Corbeau | 12       | 2,3,4           |
| Canard  | 12,16,20 | 2,3,4,5,6       |
| Grive   | 12,16,20 | 6,7,8,9         |
| Oie     | 12       | 2               |